# Christian Gotfried Hummel
Christian Gotfried Hummel, född 17 april 1811 i Köpenhamn, död där 21 augusti 1872, var en dansk ingenjör. 
Hummel gick i skola i Nyboder och kom därefter i snickarlära på Holmen, där fadern var snickarförman, och antogs senare som elev på Holmens skeppsbyggnadsskola. År 1831 började han studera vid Polyteknisk Læreanstalt, medan han även arbetade på Holmen, och undervisade samtidigt i de Massmannska söndagsskolorna och vid Vajsenhuset. Han var  anställd vid Søetatens konstruktionskammare 1833–1838, blev polyteknisk kandidat i mekanik 1834, förordnades som docent i maskinlära vid Polyteknisk Læreanstalt 1835, blev ordinarie lektor i maskinlära och lärare i teknisk ritning samt medlem av läroanstaltens styrelse 1838 och professor 1849. Slutligen utnämndes han 1865 till direktör för läroanstalten och fungerade som sådan till sin död.
Förutom verksamheten vid läroanstalten, där han även en kort tid (1843–1845) var inspektör, fick han även många andra uppdrag. Efter att 1845–1848 ha innehaft posten som vatteninspektör i Köpenhamn, blev han i stor utsträckning anlitad som konsult av kommunen i hygienisk-tekniska frågor och fick bland annat stort inflytande på kloak-, vatten- och gasverksanläggningarna. Åren 1858–1872 använde likaledes inrikesministeriet honom som teknisk konsult; vid de olika utställningarna (London 1862 och 1871, Stockholm 1866 och Paris 1867) var han en verksam medlem av eller ordförande för kommittéerna för Danmarks deltagande; 1859–1872 var han ordförande för Det tekniske Selskabs styrelse och verkade på denna post energiskt för hantverkares tekniska utbildning.

## Utmärkelser
- Professors namn,  1849[2]
- Riddare av Dannebrogorden,  1854[2]
- Dannebrogsmännens hederstecken,  1862[2]
- Etatsråd,  1867[2]

[Redigera Wikidata]